# کالج ییل
کالج ییل (انگلیسی: Yale College) کالج هنرهای آزاد در مقطع کارشناسی مرتبط با دانشگاه ییل است.